# David Nel·lo Colom
David Nel·lo Colom (Barcelona, 1959) es un escritor, traductor y músico flautista español en lengua catalana. Premio Andròmina de narrativa en 2006. Especializado en literatura infantil y juvenil, también ha obtenido los premios Barco de Vapor (1994), Enric Valor de narrativa juvenil (1998), Cavall Fort de cuentos (1999), Fiter i Rossell de novela (2001), Columna Jove (2002), Ciutat de Olot (2007), EDEBÉ de narrativa infantil y juvenil (2014), Premio Prudenci Bertrana de novela (2017) y Premio Sant Jordi de novela (2019). Sus obras han sido traducidas al castellano, francés, alemán, turco, coreano, ruso, tagalo, griego, portugués y euskera.

## Obras

### Infantil
- Els menjabrossa (1995) Ed. Cruïlla. Premio El Barco de Vapor
- Mr. Monkey (1997) Ed. Cruïlla
- La porta prohibida (1999) Ed. Cruïlla
- El lloro de Budapest (1999) Ed. Cruïlla
- La formiga cubana (1999) Edicions del Bullent
- El geni de la bicicleta (2000) Ed. Cruïlla
- Els antilladres (2001) Ed. EDEBÉ
- Els rebels de la cabanya (2004) Ed. Cruïlla
- El restaurant d'Adrià Potato (2007) Ed. Cruïlla
- L'any dels polls (2007) Ed. Cruïlla
- La desgràcia d'Isolda Potato (2008) Ed. Cruïlla
- La gran encallada (2009) Ed. Cruïlla
- Quadern d'agost (2009) Estrella Polar
- Ludwig i Frank  (2011) Ed. La Galera Premio J.M. Folch i Torres
- La nova vida del senyor Rutin (2014) Ed. EDEBÉ Premi EDEBÉ de literatura infantil

### Juvenil
- El duomo (1996) Ed. Cruïlla
- Per què no m'ho deies? (1996) Ed. Cruïlla
- Després d'en Marcel  (1997) Ed. Cruïlla
- La meva Eurídice (1998) Ed. Cruïlla
- Peter Snyder (1999) Edicions del Bullent Premio Enric Valor[4]
- La línia del final del mar(2000) Empúries
- Quadern australià (2000) Ed. Cruïlla
- L'aposta (2002) Ed. Columna Premio Columna Jove
- Babushka (2006) Baula
- Contrajoc (2007) La Galera Premio Ciutat d'Olot de Novela Juvenil
- Guguengol (2009) Estrella Polar Premio Ramon Muntaner
- Missió futuro (2014) Fanbooks
- La tribu de los Zippoli (2017) Ed. Bambú

### Adultos
- Nou dits (2001) Ed. Columna Premio Fiter i Rossell
- Història natural (2003) Ed. Columna
- Informe celestial (2004) Ed. Columna
- La geografia de les veus (2007) Ed. 3i4 Premi Andròmina de narrativa
- El meu cor cap a tu per sempre (2009) Ed. Empúries Premio Marian Vayreda
- Setembre a Perugia (2011) Ed. Proa Premio Roc Boronat[5]
- Melissa & Nicole (2017) Ed. Columna Premio Prudenci Bertrana
- La segona vida del Marc (2018) Premio Gran Angular
- Les amistats traïdes (2020) Premio Sant Jordi de novela

### Descripción y viajes
- Retorn a Budapest (2001) Ed. Columna

### Teatro
- Vida d'herois (2003) Colección Teatre-Entreacte, Ed. AADPC
- Arion y el Delfín